# Атлантис – КЛ (издателство)
Издателство Атлантис – КЛ е малко частно издателство в България – специализирано в издаването на учебна литература и речници за изучаващите немски език, но също така и представящо немскоезични писатели пред българския читател на високохудожествена проза.
Член на Асоциация „Българска книга“.
Издателството притежава фирмена книжарница – Bucherstube – на улица „Паренсов“ в София.

## Издания

### Автори
Сред авторите на „Атлантис – КЛ“ са Гюнтер Грас, Ханс-Улрих Трайхел, Бернхард Шлинк, Томас Бернхард, Уве Тим и др.
През 2009 г. „Атлантис – КЛ“ издава един от най-прочутите романи на европейския модернизъм – „Човекът без качества“ на Роберт Музил.

### Поредици
Основната поредица на издателството е за немскоезична високохудожествена проза и се нарича „Вълшебната планина“, заглавие, вдъхновено от едноименния роман на Томас Ман.

### Учебна литература
Издателство „Атлантис – КЛ“ издава лицензирани учебници, учебни помагала и речници на издателствата „Дуден“ и „Лайнгеншайт“.

## Награди
Двама от преводачите на „Атлантис – КЛ“ са носители на най-големите български награди за превод – Александър Андреев и Любомир Илиев.